# Rheinturm Düsseldorf
Rheinturm Düsseldorf est le nom de la tour de télévision de Düsseldorf en Allemagne. Construite entre 1978 et 1981, elle fait fonction d'émetteur pour les ondes de supra-haute fréquence (SHF) et de très haute fréquence (VHF), ainsi que pour la télévision numérique terrestre (norme DVB-T). Elle abrite en outre une plate-forme d'observation à 170 mètres, et un restaurant panoramique tournant sur son axe en une heure, à 174,5 mètres.

## Histoire

### Construction
Commandée par la Deutsche Bundespost, la construction de la tour commença le 20 janvier 1979 et s'acheva trois ans plus tard. L'inauguration eut lieu le 1er décembre 1981.
Son architecte, Harald Deilmann, utilisa le procédé dit de coffrages grimpants principalement employé dans la construction de tours de refroidissement, dans lequel le coffrage est hissé de manière progressive sur de nouvelles portions bétonnées. La hauteur de 218 mètres fut ainsi atteinte par étapes de 2,5 mètres. La Rheinturm fut la première tour entièrement réalisée en béton armé.
La pose d'une nouvelle antenne pour la diffusion de la télévision numérique terrestre, le 16 octobre 2004, fit passer la hauteur de la tour de 234,2 à 240,5 mètres.

## Particularité
Une des particularités de la tour est que, grâce à des lumières incrustées dans le mât, celui-ci peut servir d'horloge et donner l'heure. A la nuit tombée, cette sculpture créée par Horst H. Baumann (nommée le Lichtzeitpegel) et composée de 39 lumières réparties sur toute la longueur du mât, s'allume. Les lumières s'allument par série et donnent ainsi respectivement les chiffres des dizaines et des unités pour les heures et les minutes. Les dernières lampes du bas comptent les secondes. L'heure est synchronisée sur le signal DCF77.
D'après le Livre Guinness des records, c'est la plus grande horloge décimale du monde.
Sur la photo de droite on peut compter les lumières allumées. On obtient ainsi une série de 1 lumière, 8 lumières, 0 lumière, 1 lumière, 4 lumières, 5 lumières. La photo a donc été prise à 18 heures 01 minute et 45 secondes.